# Wojciech Kilar
Wojciech Kilar (17. července 1932 Lvov – 29. prosince 2013 Katovice) byl polský hudební skladatel. Proslul převážně komponováním filmové hudby.

## Život
Narodil 17. července 1932 ve Lvově. Otec byl lékařem a matka Neonilla divadelní herečkou. Jako dítě se s nevelkou chut učil hrát na klavír u paní Reissównové. Po nucené deportaci ze Lvova pokračoval v letech 1946-1947 ve studiu hry na klavír na Státní střední škole hudební v Řešově. V Řešově také absolvoval střední školu-
Jako pianista debutoval v roce 1947 v Soutěži mladých talentů, kde hrál své vlastní skladby Dwie miniatury dziecięce (Dvě dětské miniatury). V letech 1947–1948 studoval hru na klavír na Státní konzervatoři v Krakově a v letech 1948–1950 pokračoval na konzervatoři v Katovicích. Vedle toho bral soukromé lekce komposice u Bolesława Woytowicze. Ve studiu pak pokračoval na Vysoké škole hudební v Katovicích. Jeho učiteli byli: Władysława Markiewiczówna (klavír), Artur Malawski (hudební teorie) a Bolesław Woytowicz (klavír a komposice). Absolvoval s vyznamenáním roku 1955. V témže roce získal na Festivalu mládeže ve Varšavě druhou cenu za Malou ouverturu v kategorii symfonických skladeb.
V letech 1955–1958 byl asistentem Bolesława Woytowicze na Vysoké škole hudební v Krakově. V roce 1957 se zúčastnil Mezinárodního kurzu Nové hudby v Darmstadtu a v roce 1959 získal francouzské vládní stipendium a studoval u Nadiji Boulangerové v Paříži.
V roce 1960 získal za skladbu Ode Béla Bartók in memoriam Cenu Nadace L. Boulangerové v Bostonu. V letech 1979–1981 byl místopředsedou Svazu polských skladatelů. V roce 1977 se stal zakládajícím členem Společnosti Karola Szymanowského v Zakopaném a po dvě funkční období byl jejím viceprezidentem. Byl členem sdružení polských horalů Związ Podhalan. Po mnoho let navštěvoval paulínský klášter Jasná Hora v polském poutním místě Čenstochová. Byl členem Bratrstva paulínů. Na jeho narozeniny se v klášteře slaví tzv. Den Kilara.
Angažoval se i politicky. V roce 2005 byl členem čestného výboru na podporu Lecha Kaczyńského v prezidentských volbách a během kampaně před volbami do parlamentu v roce 2007 podporoval stranu Právo a spravedlnost. Po smrti Lecha Kaczyńského při letecké havárii ve Smolensku v roce 2010 byl čestným předsedou Slezského výboru na podporu Jarosława Kaczyńského v prezidentské volbě.
Wojciech Kilar zemřel po několika měsících boje s nádorem na mozku v Katovicích 29. prosince 2013. Pohřeb skladatele se konal 4. ledna 2014 v katedrále Krista Krále Byl pohřben na hřbitově v Katovicích ke své ženě Barbaře, která zemřela o několik let dříve.

## Dílo

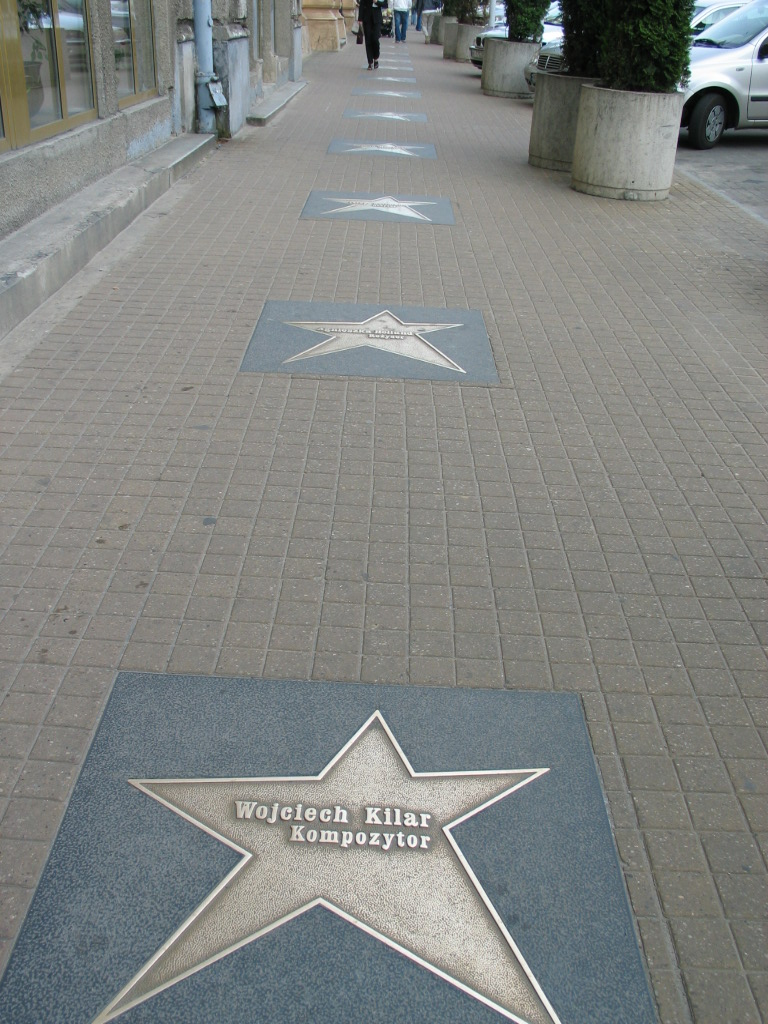
Hvězda Wojciecha Kilara v Aleji hvězd v Lodži.

Kilar debutoval na konci padesátých let na prvních ročnících festivalu Varšavský podzim. Na začátku byla jeho tvorba ovlivněna polským a evropským neoklasicismem. Autor používal klasické formy, melodiku i instrumentaci (Mała uwertura, I. a II. symfonie, Sonáta pro lesní roh a klavír). Čerpal zejména z děl Béli Bartóka, Igora Stravinského, Dmitrije Šostakoviče a Sergeje Prokofjeva. Za svou Ódu na Bélu Bartóka in memoriam získal cenu Nadace L. Boulangerové v Bostonu.
Od počátku šedesátých let pokládal, spolu s Krzysztofem Pendereckim a Henrykem Góreckim, základy nové polské avantgardy. Využíval prvky serialismu a dodekafonie. Důležité skladby tohoto období jsou např.: Herbsttag na głos żeński i kwartet smyczkowy (1960), jazzový Riff 62 (1962), Generique (1963) Diphtongos (1964) pro smíšený sbor a orchestr, dodekafonický Springfield Sonnet (1965), Training 68 (1968) pro klarinet, trombón, violoncello a klavír a minimalistické Upstairs-Downstairs (1971) pro dva dětské sbory a orchestr.
V polovině sedmdesátých let Kilar zjednodušil svůj hudební jazyk a začal čím dál tím výrazněji navazovat na tradici. V jeho hudbě se objevily lidové a náboženské inspirace. Nejdůležitějšími díly z tohoto období jsou Przygrywka i kolęda (1972) pro čtyři hoboje a smyčce, Krzesany (1974), Bogurodzica (1975) pro smíšený sbor a orchestr, Kościelec 1909 (1976), Siwa mgła (1979) pro baryton a orchestr, Exodus (1980), Angelus (1984) pro soprán, smíšený sbor a orchestr, Orawa (1986) pro komorní orchestr, Preludium chorałowe (1988) a Missa pro pace (A. D. 2000) pro sóla, smíšený sbor a orchestr.
Kilar byl jedním z nejplodnějších a nejvyhledávanějším skladatelů filmové hudby. Zkomponoval hudbu k více než 140 filmům. Spolupracoval s mnoha polskými (Krzysztof Zanussi, Bohdan Poręba, Andrzej Wajda, Krzysztof Kieślowski, Stanisław Różewicz) a světovými režiséry (Roman Polanski, Francis Ford Coppola, Jane Campion). Na podkladě hudby k filmům vytvořil rovněž řadu orchestrálních suit.

### Filmová hudba
- Nikdo nevolá (Polsko, Kazimierz Kutz, 1960)
- Lunatycy (Polsko, Ryszard Ber, Bohdan Poręba, 1960)
- Mlčící stopy (Polsko, Zbigniew Kuźmiński, 1961)
- Tarpany (Polsko, Kazimierz Kutz, 1962)
- Spotkanie w 'Bajce' (Polsko, Jan Rybkowski, 1962)
- I ty zostaniesz Indianinem (Polsko, Konrad Nalecki, 1962)
- Hlas ze záhrobí (Polsko, Stanislaw Rózewicz, 1962)
- Milczenie (Polsko, Kazimierz Kutz, 1963)
- Mansarda (Polsko, Konrad Nalecki, 1963)
- Kryptonim Nektar (Polsko, Leon Jeannot, 1963)
- Daleka jest droga (Polsko, Bohdan Poręba, 1963)
- Červené barety (Polsko, Pawel Komorowski, 1963)
- Pieciu (Polsko, Pawel Komorowski, 1964)
- Giuseppe w Warszawie (Polsko, Stanisław Lenartowicz, 1964)
- Echo (Polsko, Stanislaw Rózewicz, 1964)
- Záhada na ostrově (Polsko, Stanisław Jędryka, 1965)
- Tři rány do srdce (Polsko, Jerzy Hoffman, Edward Skórzewski, 1965)
- Salto (Polsko, Tadeusz Konwicki, 1965)
- Pózne popoludnie (Polsko, Aleksander Scibor-Rylski, 1965)
- Obok prawdy (Polsko, Janusz Weychert, 1965)
- Pieklo i niebo (Polsko, Stanislaw Rózewicz, 1966)
- Maryška a Napoleon (Polsko, Leonard Buczkowski, 1966)
- Ktokolwiek wie... (Polsko, Kazimierz Kutz, 1966)
- Katastrofa (Polsko, Sylwester Chęciński, 1966)
- Dvojitý delfín (Polsko, Aleksander Scibor-Rylski, 1966)
- Bumerang (Polsko, Leon Jeannot, 1966)
- Westerplatte (Polsko, Stanislaw Rózewicz, 1967)
- Vrah zanechává stopu (Polsko, Aleksander Scibor-Rylski, 1967)
- Upiór (TV film) (Polsko, Stanisław Lenartowicz, 1967)
- Stajnia na Salwatorze (Polsko, Pawel Komorowski, 1967)
- Powrot na ziemie (Polsko, Stanisław Jędryka, 1967)
- Plnou parou vpřed (Polsko, Stanisław Lenartowicz, 1967)
- Chudy i inni (Polsko, Henryk Kluba, 1967)
- Dobrý den, sousede (Polsko, Sylwester Chęciński, 1967)
- Bicz bozy (Polsko, Maria Kaniewska, 1967)
- Wilcze echa (Polsko, Aleksander Scibor-Rylski, 1968)
- Ostatni po Bogu (Polsko, Pawel Komorowski, 1968)
- Loutka (Polsko, Wojciech Jerzy Has, 1968)
- Dancing w kwaterze Hitlera (Polsko, Jan Batory, 1968)
- Zbrodniarz, który ukradl zbrodnie (Polsko, Janusz Majewski, 1969)
- Tylko umarly odpowie (Polsko, Sylwester Chęciński, 1969)
- Struktura krystalu (Polsko, Krzysztof Zanussi, 1969)
- Sasiedzi (Polsko, Aleksander Scibor-Rylski, 1969)
- Samotnosc we dwoje (Polsko, Stanislaw Rózewicz, 1969)
- Molo (Polsko, Wojciech Solarz, 1969)
- Czlowiek z M-3 (Polsko, Leon Jeannot, 1969)
- Czerwone i zlote (Polsko, Stanisław Lenartowicz, Sylwester Szyszko, 1969)
- Przygody Pana Michala (TV seriál) (Polsko, Pawel Komorowski, 1969)
- Sůl černé země (Polsko, Kazimierz Kutz, 1970)
- Romantikové (Polsko, Stanislaw Rózewicz, 1970)
- Lokis. Rekopis profesora Wittembacha (Polsko, Janusz Majewski, 1970)
- Góry o zmierzchu (TV film) (Polsko, Krzysztof Zanussi, 1970)
- Rola (TV film) (Polsko, Krzysztof Zanussi, 1971)
- Rodinný život (Polsko, Krzysztof Zanussi, 1971)
- Przystan (Polsko, Pawel Komorowski, 1971)
- Prsten kněžny Anny (Polsko, Maria Kaniewska, 1971)
- Gwiazda wytrwalosci (TV film) (Polsko, Pawel Komorowski, 1971)
- Szklana kula (Polsko, Stanislaw Rózewicz, 1972)
- Perla v koruně (Polsko, Kazimierz Kutz, 1972)
- Hipoteza (TV film) (Polsko, Krzysztof Zanussi, 1972)
- Brylanty pani Zuzy (Polsko, Pawel Komorowski, 1972)
- Boleslav Smělý (Polsko, Witold Lesiewicz, 1972)
- Zazdrosc i medycyna (Polsko, Janusz Majewski, 1973)
- Mánie (Polsko, Stanisław Lenartowicz, 1973)
- Iluminace (Polsko, Krzysztof Zanussi, 1973)
- Hubal (Polsko, Bohdan Poręba, 1973)
- Un grand amour de Balzac (TV seriál) (Francie, Polsko, Wojciech Solarz, 1973)
- Země zaslíbená (Polsko, Andrzej Wajda, 1974)
- Zabójstwo w Catamount (Polsko, Západní Německo, Krzysztof Zanussi, 1974)
- Drzwi w murze (Polsko, Stanislaw Rózewicz, 1974)
- Znikad do nikad (Polsko, Kazimierz Kutz, 1975)
- Nachtdienst (TV film) (Západní Německo, Krzysztof Zanussi, Edward Zebrowski, 1975)
- Linia (Polsko, Kazimierz Kutz, 1975)
- Čtvrtletní bilance (Polsko, Krzysztof Zanussi, 1975)
- Malomocná (Polsko, Jerzy Hoffman, 1976)
- Jaroslaw Dabrowski (Polsko, Sovětský svaz, Bohdan Poręba, 1976)
- Hranice stínu (Polsko, Velká Británie, Andrzej Wajda, 1976)
- Ptaki, ptakom... (Polsko, Pawel Komorowski, 1977)
- Ochranné zbarvení (Polsko, Krzysztof Zanussi, 1977)
- Lekcja anatomii (TV film) (Polsko, Krzysztof Zanussi, 1977)
- Haus der Frauen (TV film) (Západní Německo, Krzysztof Zanussi, 1977)
- Spirála (Polsko, Krzysztof Zanussi, 1978)
- Rodina Polanieckých (TV seriál) (Polsko, Jan Rybkowski, 1978)
- Wege in der Nacht (TV film) (Západní Německo, Krzysztof Zanussi, 1979)
- David (Západní Německo, Peter Lilienthal, 1979)
- Král a pták (Francie, Paul Grimault, 1980)
- Kontrakt (TV film) (Polsko, Krzysztof Zanussi, 1980)
- Konstanta (Polsko, Krzysztof Zanussi, 1980)
- Jako korálky v růženci (Polsko, Kazimierz Kutz, 1980)
- Ród Gasieniców (TV film) (Polsko, Konrad Nalecki, 1981)
- From a Far Country (Itálie, Polsko, Velká Británie, Krzysztof Zanussi, 1981)
- Unerreichbare, Die (TV film) (Rakousko, Západní Německo, Krzysztof Zanussi, Edward Zebrowski, 1982)
- Pokušení (TV film) (Polsko, Západní Německo, Krzysztof Zanussi, 1982)
- Imperativ (Francie, Polsko, Západní Německo, Krzysztof Zanussi, 1982)
- Marynia (Polsko, Jan Rybkowski, 1983)
- Credo (TV film) (Francie, Jacques Deray, 1983)
- Rok klidného slunce (Polsko, USA, Západní Německo, Krzysztof Zanussi, 1984)
- Na straży swej stać będę (Posko, Kazimierz Kutz, 1984)
- Modrovous (TV film) (Západní Německo, Švýcarsko, Krzysztof Zanussi, 1984)
- Wkrótce nadejdą bracia (Posko, Kazimierz Kutz, 1985)
- Paradigma (Francie, Západní Německo, Itálie, Krzysztof Zanussi, 1985)
- Kronika milostných nehod (Polsko, Andrzej Wajda, 1986)
- Náhoda (Polsko, Krzysztof Kieślowski, 1987)
- Wherever You Are... (Polsko, Velká Británie, Západní Německo, Francie, Krzysztof Zanussi, 1988)
- Spiritistický stoleček (Francie, Jacques Demy, Paul Grimault, 1988)
- Salsa (USA, Boaz Davidson, 1988)
- Stan posiadania (Polsko, Západní Německo, Krzysztof Zanussi, 1989)
- Korczak (Polsko, Německo, Velká Británie, Andrzej Wajda, 1990)
- Napoleon (TV seriál) (Francie, Polsko, Jean Gruault, 1990)
- Život za život - Maxmilián Kolbe (Polsko, Německo, Krzysztof Zanussi, 1991)
- Napoléon et l'Europe (TV seriál) (Francie, Francis Megahy, Krzysztof Zanussi a další, 1991)
- Lange Gespräch mit dem Vogel, Das (TV film) (Německo, Krzysztof Zanussi, 1992)
- Drákula (USA, Francis Ford Coppola, 1992)
- Dotek ruky (Polsko, Velká Británie, Dánsko, Krzysztof Zanussi, 1992)
- Král posledních dnů (TV seriál) (Německo, Tom Toelle, 1993)
- Smrt a dívka (Velká Británie, USA, Francie, Roman Polanski, 1994)
- Smierc jak kromka chleba (Polsko, Kazimierz Kutz, 1994)
- Faustina - apoštol Božího milosrdenství (Polsko, Jerzy Lukaszewicz, 1994)
- Legenda Tatr (Polsko, Wojciech Solarz, 1995)
- Cwał (Polsko, Krzysztof Zanussi, 1995)
- Urok wszeteczny z cyklu opowieści weekendowe (TV film) (Polsko, Krzysztof Zanussi, 1996)
- Slaba wiara z cyklu opowieści weekendowe (TV film) (Polsko, Krzysztof Zanussi, 1996)
- Řidič a fantom (Francie, Gérard Oury, 1996)
- Portrét dámy (Velká Británie, USA, Jane Campion, 1996)
- Niepisane prawa z cyklu opowieści weekendowe (TV film) (Polsko, Krzysztof Zanussi, 1996)
- Damski interes z cyklu opowieści weekendowe (TV film) (Polsko, Krzysztof Zanussi, 1996)
- Ostatni krag z cyklu opowieści weekendowe (TV film) (Polsko, Krzysztof Zanussi, 1997)
- Linia opozniajaca z cyklu opowieści weekendowe (TV film) (Polsko, Krzysztof Zanussi, 1997)
- Duše zpívá (Polsko, Krzysztof Zanussi, 1997)
- Brat naszego Boga (Polsko, Krzysztof Zanussi, 1997)
- Týden ze života muže (Polsko, Jerzy Stuhr, 1999)
- Pan Tadeáš (Polsko, Francie, Andrzej Wajda, 1999)
- Devátá brána (USA, Španělsko, Francie, Roman Polanski, 1999)
- Život jako smrtelná choroba přenášená pohlavní cestou (Polsko, Francie, Krzysztof Zanussi, 2000)
- Skryté poklady (Polsko, Krzysztof Zanussi, 2000)
- Pomsta (Polsko, Andrzej Wajda, 2002)
- Pianista (Velká Británie, Francie, Německo, Polsko, Roman Polanski, 2002)
- Dodatek (Polsko, Krzysztof Zanussi, 2002)
- Vendetta (Francie, Richard Aujard, 2003)
- Persona non grata (Polsko, Rusko, Itálie, Krzysztof Zanussi, Vladimir Nachabcev, 2005)
- Il Sole nero (Itálie, Francie, Krzysztof Zanussi, 2007)
- Noc patří nám (USA, James Gray, 2007)
- Serce na dłoni (Polsko, Krzysztof Zanussi, 2008)
- Rewizyta (Polsko, Krzysztof Zanussi, 2009)
- Cizí těleso (Polsko, Itálie, Rusko, Krzysztof Zanussi, 2014)

### Orchestrální skladby
- Mała uwertura (1955)
- Symfonie pro smyčce (Symfonie č. 1, 1955)
- Ode Béla Bartók in memoriam pro housle, dechové a bicí nástroje (1956)
- Symphony Concertante pro klavír a orchestr (Symfonie č. 2, 1956)
- Riff 62 (1962)
- Generique (1963)
- Springfield Sonnet (1965)
- Solenne per 67 esecutori (1967)
- Przygrywka i kolęda pro čtyři hoboje a smyčcový orchestr (1972)
- Krzesany, symfonická báseň (1974)
- Kościelec 1909 (1976)
- Orawa pro smyčcový orchestr (1988)
- Preludium chorałowe (Chorálová předehra) pro smyčcový orchestr (1988)
- Requiem Father Kolbe' (1994)
- Klavírní koncert č. 1 (1996)
- Symfonie č. 3" (September Symphony) (2003)
- Ricordanza per archi" (2005)
- Uwertura uroczysta (Slavnostní předehra) (2010)
- Klavírní koncert č. 2 (2011)
- Suity z hudby k filmům

### Vokální skladby
- Diphthongos pro smíšený sbor, 2 klavíry, bicí nástroje a smyčce (1964)
- Upstairs – Downstairs pro dva dívčí nebo chlapecké sbory a orchestr (1971)
- Bogurodzica pro smíšený sbor a orchestr (1975)
- Siwa mgła pro baryton a orchestr (1979)
- Exodus pro smíšený sbor a orchestr (1981)
- Victoria pro smíšený sbor a orchestr (1983)
- Angelus, pro orchestr, soprán, a smíšený sbor (1984)
- Missa Pro Pace pro sóla sbor a orchestr (2000)
- Lament pro smíšený sbor a cappella (2003)
- Symfonie č. 4 (Sinfonia de Motu) (Symphony of Motion) pro sóla sbor a orchestr (2005)
- Magnificat pro sóla sbor a orchestr (2007)
- Symphony No. 5 (Adventní symfonie) pro sóla sbor a orchestr (2007)
- Te Deum pro sóla sbor a orchestr (2008)
- Veni Creator pro smíšený sbor a smyčce (2008)
- Paschalis Hymn (sbor, 2008)

### Komorní skladby
- Sonatina pro flétnu(1951)
- Dechový kvintet (1952)
- Sonáta pro lesní roh (1954)
- Herbsttag pro ženský hlas a smyčcový kvartet na slova básní Rainera Marii Rilkeho)
- Training 68 pro klarinet, pozoun, violoncello a klavír (1968)
- Orawa (úprava pro 8 violoncell)
- Orawa (úprava pro 12 saxofonů, 2009)
- Drobné skladby pro klavír